# 波迪獎
波迪獎（丹麥語：Bodilprisen）是丹麥最主要的電影獎項，由丹麥影評人協會（Filmmedarbejderforeningen）頒發，創立於1948年，是歐洲歷史最悠久的電影獎項之一。該獎項不以商業票房成就來當作標準，反而是關注該導演或演員的風格和表現。

## 名稱由來
波迪獎是以丹麥兩位女演員Bodil Kjer和Bodil Ipsen命名的。

## 主要頒發獎項
- 最佳丹麥電影
- 最佳男主角
- 最佳女主角
- 最佳男配角
- 最佳女配角
- 最佳美國電影（1961至1969年間歸類為最佳非歐洲電影[1]）
- 最佳非美電影（1961至1969年間歸類為最佳歐洲電影[2]）
- 最佳紀錄片或短片

## 另見
- 羅伯獎：丹麥的另一個電影獎項